# Kreditni rejting
Kreditni rejting je procena kreditnog rizika potencijalnog dužnika (pojedinca, preduzeća, kompanije ili vlade), predviđanje njihove sposobnosti da otplate dug, i implicitna prognoza verovatnoće da dužnik ne plati. Kreditni rejting predstavlja procenu od strane agencije za kreditni rejting kvalitativnih i kvantitativnih informacija za potencijalnog dužnika, uključujući informacije koje je dao potencijalni dužnik i druge informacije koje nisu javne do kojih su došli analitičari agencije za kreditni rejting.

## Spoljašnje veze
- Mediji vezani za članak Kreditni rejting na Vikimedijinoj ostavi
- Singapore Credit Score Guide